# BAFTA al miglior montaggio
Il BAFTA al miglior montaggio è un premio annuale, promosso dal BAFTA a partire dal 1967, inizialmente assegnato ai soli film britannici, dal 1969 presente in un'unica sezione.
Il premio è attribuito alle pellicole prodotte nell'anno precedente. L'albo d'oro è pertanto riferito all'anno di produzione della pellicola.

## Albo d'oro

### Anni 1960

#### Britannico
- 1966
  - Tom Priestley - Morgan matto da legare (Morgan: A Suitable Case for Treatment)
  - Thelma Connell - Alfie (Alfie)
  - Frederick Wilson - Arabesque (Arabesque) e Quiller Memorandum (The Quiller Memorandum)

#### Premio unico
- 1968
  - Sam O'Steen - Il laureato (The Graduate)
  - Ralph Kemplen - Oliver! (Oliver!)
  - Reginald Mills - Romeo e Giulietta (Romeo and Juliet)
  - Kevin Brownlow - I seicento di Balaklava (The Charge of the Light Brigade)
- 1969
  - Hugh A. Robertson - Un uomo da marciapiede (Midnight Cowboy)
  - Frank P. Keller - Bullitt (Bullitt)
  - Kevin Connor - Oh, che bella guerra! (Oh, What a Lovely War)
  - Françoise Bonnot - Z - L'orgia del potere (Z)

### Anni 1970
- 1970
  - John C. Howard e Richard C. Meyer - Butch Cassidy (Butch Cassidy)
  - Danford B. Greene - M*A*S*H (M*A*S*H)
  - Norman Savage - La figlia di Ryan (Ryan's Daughter)
  - Fredric Steinkamp - Non si uccidono così anche i cavalli? (They Shoot Horse, Don't They?)
- 1971
  - Richard Marden - Domenica, maledetta domenica (Sunday Bloody Sunday)
  - Antony Gibbs e Robert Lawrence - Il violinista sul tetto (Fiddler on the Roof)
  - Antony Gibbs - Sadismo (Performance)
  - John Carter - Taking Off (Taking Off)
- 1972
  - Gerald B. Greenberg - Il braccio violento della legge (The French Connection)
  - Bill Butler - Arancia meccanica (A Clockwork Orange)
  - David Bretherton - Cabaret (Cabaret)
  - Tom Priestley - Un tranquillo weekend di paura (Deliverance)
- 1973
  - Ralph Kemplen - Il giorno dello sciacallo (The Day of the Jackal)
  - Frank Morriss - Chi ucciderà Charley Varrick? (Charley Varrick)
  - Graeme Clifford - A Venezia... un dicembre rosso shocking (Don't Look Now)
  - Ralph Sheldon - The National Health (The National Health)
- 1974
  - Walter Murch e Richard Chew - La conversazione (The Conversation)
  - Sam O'Steen - Chinatown (Chinatown)
  - Anne V. Coates - Assassinio sull'Orient Express (Murder on the Orient Express)
  - John Victor-Smith - I tre moschettieri (The Three Musketeers)
- 1975
  - Dede Allen - Quel pomeriggio di un giorno da cani (Dog Day Afternoon)
  - Verna Fields - Lo squalo (Jaws)
  - Antony Gibbs - Rollerball (Rollerball)
  - Peter Zinner, Barry Malkin e Richard Marks - Il padrino - Parte II (The Godfather: Part II)
- 1976
  - Richard Chew, Lynzee Klingman e Sheldon Kahn - Qualcuno volò sul nido del cuculo (One Flew Over the Cuckoo's Nest)
  - Robert L. Wolfe - Tutti gli uomini del presidente (All the President's Men)
  - Jim Clark - Il maratoneta (Marathon Man)
  - Marcia Lucas, Tom Rolf e Melvin Shapiro - Taxi Driver (Taxi Driver)
- 1977
  - Ralph Rosenblum e Wendy Greene Bricmont - Io e Annie (Annie Hall)
  - Antony Gibbs - Quell'ultimo ponte (A Bridge Too Far)
  - Alan Heim - Quinto potere (Network)
  - Richard Halsey - Rocky (Rocky)
- 1978
  - Gerry Hambling - Fuga di mezzanotte (Midnight Express)
  - Michael Kahn - Incontri ravvicinati del terzo tipo (Close Encounters of the Third Kind)
  - Walter Murch - Giulia (Julia)
  - Paul Hirsch, Marcia Lucas e Richard Chew - Guerre stellari (Star Wars)
- 1979
  - Peter Zinner - Il cacciatore (The Deer Hunter)
  - Terry Rawlings - Alien (Alien)
  - Richard Marks, Walter Murch, Gerald B. Greenberg e Lisa Fruchtman - Apocalypse Now (Apocalypse Now)
  - Susan E. Morse - Manhattan (Manhattan)

### Anni 1980
- 1980
  - Alan Heim - All That Jazz - Lo spettacolo continua (All That Jazz)
  - Gerry Hambling - Saranno famosi (Fame)
  - Gerald B. Greenberg - Kramer contro Kramer (Kramer vs. Kramer)
  - Anne V. Coates - The Elephant Man (The Elephant Man)
- 1981
  - Thelma Schoonmaker - Toro scatenato (Raging Bull)
  - Terry Rawlings - Momenti di gloria (Chariots of Fire)
  - Michael Kahn - I predatori dell'arca perduta (Raiders of the Lost Ark)
  - John Bloom - La donna del tenente francese (The French Lieutenant's Woman)
- 1982
  - Françoise Bonnot - Missing - Scomparso (Missing)
  - Terry Rawlings - Blade Runner (Blade Runner)
  - Carol Littleton - E.T. l'extra-terrestre (E.T. the Extra-Terrestrial)
  - John Bloom - Gandhi (Gandhi)
- 1983
  - Bud S. Smith e Walt Mulconery - Flashdance (Flashdance)
  - Michael Bradsell - Local Hero (Local Hero)
  - Thelma Schoonmaker - Re per una notte (The King of Comedy)
  - Susan E. Morse - Zelig (Zelig)
- 1984
  - Jim Clark - Urla del silenzio (The Killing Fields)
  - Gerry Hambling - Another Country - La scelta (Another Country)
  - Michael Kahn - Indiana Jones e il tempio maledetto (Indiana Jones and the Temple of Doom)
  - John Bloom e Mark Conte - Sotto tiro (Under Fire)
- 1985
  - Nena Danevic e Michael Chandler - Amadeus (Amadeus)
  - John Bloom - A Chorus Line (A Chorus Line)
  - Arthur Schmidt e Harry Keramidas - Ritorno al futuro (Back to the Future)
  - Thom Noble - Witness - Il testimone (Witness)
- 1986
  - Jim Clark - Mission (The Mission)
  - Humphrey Dixon - Camera con vista (A Room with a View)
  - Susan E. Morse - Hannah e le sue sorelle (Hannah and Her Sisters)
  - Lesley Walker - Mona Lisa (Mona Lisa)
- 1987
  - Claire Simpson - Platoon (Platoon)
  - Lesley Walker - Grido di libertà (Cry Freedom)
  - Ian Crafford - anni quaranta (Hope and Glory)
  - Susan E. Morse - Radio Days (Radio Days)
- 1988
  - Michael Kahn e Peter E. Berger - Attrazione fatale (Fatal Attraction)
  - John Jympson - Un pesce di nome Wanda (A Fish Called Wanda)
  - Gabriella Cristiani - L'ultimo imperatore (The Last Emperator)
  - Arthur Schmidt - Chi ha incastrato Roger Rabbit (Who Framed Roger Rabbit)
- 1989
  - Gerry Hambling - Mississippi Burning - Le radici dell'odio (Mississippi Burning)
  - Mick Audsley - Le relazioni pericolose (Dangerous Liaisons)
  - William M. Anderson - L'attimo fuggente (Dead Poets Society)
  - Stu Linder - Rain Man - L'uomo della pioggia (Rain Man)

### Anni 1990
- 1990
  - Thelma Schoonmaker - Quei bravi ragazzi (Goodfellas)
  - Susan E. Morse - Crimini e misfatti (Crimes and Misdemeanors)
  - Richard Marks - Dick Tracy (Dick Tracy)
  - Mario Morra - Nuovo Cinema Paradiso
- 1991
  - Gerry Hambling - The Commitments (The Commitments)
  - Neil Travis - Balla coi lupi (Dances with Wolves)
  - Craig McKay - Il silenzio degli innocenti (The Silence of the Lambs)
  - Thom Noble - Thelma & Louise (Thelma & Louise)
- 1992
  - Joe Hutshing e Pietro Scalia - JFK - Un caso ancora aperto (JFK)
  - Thelma Schoonmaker - Cape Fear - Il promontorio della paura (Cape Fear)
  - Andrew Marcus - Casa Howard (Howards End)
  - Jill Bilcock - Ballroom - Gara di ballo (Strictily Ballroom)
  - Geraldine Peroni - I protagonisti (The Player)
- 1993
  - Michael Kahn - Schindler's List (Schindler's List)
  - Anne V. Coates - Nel centro del mirino (In the Line of Fire)
  - Dennis Virkler, David Finfer, Dean Goodhill, Don Brochu, Richard Nord e Dov Hoenig - Il fuggitivo (The Fugitive)
  - Veronika Jenet - Lezioni di piano (The Piano)
- 1994
  - John Wright - Speed (Speed)
  - Arthur Schmidt - Forrest Gump (Forrest Gump)
  - Jon Gregory - Quattro matrimoni e un funerale (Four Weddings and a Funeral)
  - Sally Menke - Pulp Fiction (Pulp Fiction)
- 1995
  - John Ottman - I soliti sospetti (The Usual Suspects)
  - Mike Hill e Daniel P. Hanley - Apollo 13 (Apollo 13)
  - Marcus D'Arcy e Jay Friedkin - Babe - Maialino coraggioso (Babe)
  - Tariq Anwar - La pazzia di Re Giorgio (The Madness of King George)
- 1996
  - Walter Murch - Il paziente inglese ('The English Patient)
  - Gerry Hambling - Evita (Evita)
  - Ethan Coen e Joel Coen - Fargo (Fargo)
  - Pip Karmel - Shine (Shine)
- 1997
  - Peter Honess - L.A. Confidential (L.A. Confidential)
  - Jill Bilcock - Romeo + Giulietta (Romeo + Juliet)
  - Nick Moore e David Freeman - Full Monty - Squattrinati organizzati (The Full Monty)
  - Conrad Buff IV, James Cameron e Richard A. Harris - Titanic (Titanic)
- 1998
  - David Gamble - Shakespeare in Love (Shakespeare in Love)
  - Jill Bilcock - Elizabeth (Elizabeth)
  - Niven Howie - Lock & Stock - Pazzi scatenati (Lock, Stock and Two Smoking Barrels)
  - Michael Kahn - Salvate il soldato Ryan (Saving Private Ryan)
- 1999
  - Tariq Anwar e Christopher Greenbury - American Beauty (American Beauty)
  - Eric Zumbrunnen - Essere John Malkovich (Being John Malkovich)
  - Zach Staenberg - Matrix (The Matrix)
  - Andrew Mondshein - Il sesto senso (The Sixth Sense)

### Anni 2000
- 2000
  - Pietro Scalia - Il gladiatore (Gladiator)
  - John Wilson - Billy Elliot (Billy Elliot)
  - Anne V. Coates - Erin Brockovich - Forte come la verità (Erin Brockovich)
  - Stephen Mirrione - Traffic (Traffic)
  - Tim Squyres - La tigre e il dragone (Wo hu cang long)
- 2001
  - Mary Sweeney - Mulholland Drive (Mulholland Dr.)
  - Pietro Scalia - Black Hawk Down - Black Hawk abbattuto (Black Hawk Down)
  - Hervé Schneid - Il favoloso mondo di Amélie (Le fabuleux destin d'Amélie Poulain)
  - Jill Bilcock - Moulin Rouge! (Moulin Rouge!)
  - John Gilbert - Il Signore degli Anelli - La Compagnia dell'Anello (The Lord of the Rings: The Fellowship of the Ring)
- 2002
  - Daniel Rezende - City of God (Cidade de Deus)
  - Martin Walsh - Chicago (Chicago)
  - Thelma Schoonmaker - Gangs of New York (Gangs of New York)
  - Peter Boyle - The Hours (The Hours)
  - Michael J. Horton e Jabez Olssen - Il Signore degli Anelli - Le due torri (The Lord of the Rings: The Two Towers)
- 2003
  - Sarah Flack - Lost in Translation - L'amore tradotto (Lost in Translation)
  - Stephen Mirrione - 21 grammi (21 Grams)
  - Walter Murch - Ritorno a Cold Mountain (Cold Mountain)
  - Sally Menke - Kill Bill: Volume 1 (Kill Bill vol. 1)
  - Jamie Selkirk - Il Signore degli Anelli - Il ritorno del re (The Lord of the Rings: The Return of the King)
- 2004
  - Valdís Óskarsdóttir - Se mi lasci ti cancello (Eternal Sunshine of the Spotless Mind)
  - Jim Miller e Paul Rubell - Collateral
  - Cheng Long - La foresta dei pugnali volanti (Shi mian mai fu)
  - Thelma Schoonmaker - The Aviator (The Aviator)
  - Jim Clark - Il segreto di Vera Drake (Vera Drake)
- 2005
  - Claire Simpson - The Constant Gardener - La cospirazione (The Constant Gardener)
  - Geraldine Peroni e Dylan Tichenor - I segreti di Brokeback Mountain (Brokeback Mountain)
  - Hughes Winborne - Crash - Contatto fisico (Crash)
  - Stephen Mirrione - Good Night, and Good Luck. (Good Night, and Good Luck.)
  - Sabine Emiliani - La marcia dei pinguini (La marche de l'empereur)
- 2006
  - Clare Douglas, Christopher Rouse e Richard Pearson - United 93 (United 93)
  - Stephen Mirrione e Douglas Crise - Babel (Babel)
  - Stuart Baird - Agente 007 - Casinò Royale (Casino Royale)
  - Thelma Schoonmaker - The Departed - Il bene e il male (The Departed)
  - Lucia Zucchetti - The Queen - La regina (The Queen)
- 2007
  - Christopher Rouse - The Bourne Ultimatum - Il ritorno dello sciacallo (The Bourne Ultimatum)
  - Pietro Scalia - American Gangster (American Gangster)
  - Paul Tothill - Espiazione (Atonement)
  - John Gilroy - Michael Clayton (Michael Clayton)
  - Ethan Coen e Joel Coen - Non è un paese per vecchi (No Country for Old Men)
- 2008
  - Chris Dickens - The Millionaire (Slumdog Millionaire)
  - Joel Cox e Gary Roach - Changeling (Changeling)
  - Mike Hill e Dan Hanley - Frost/Nixon - Il duello (Frost Nixon)
  - Jon Gregory - In Bruges - La coscienza dell'assassino (In Bruges)
  - Kirk Baxter e Angus Wall - Il curioso caso di Benjamin Button (The Curious Case of Benjamin Button)
  - Lee Smith - Il cavaliere oscuro (The Dark Knight)
- 2009
  - Bob Murawski e Chris Innis - The Hurt Locker (The Hurt Locker)
  - James Cameron - Avatar (Avatar)
  - Julian Clarke - District 9 (District 9)
  - Sally Menke - Bastardi senza gloria (Inglourious Basterds)
  - Dana E. Glauberman - Tra le nuvole (Up in the Air)

### Anni 2010
- 2010
  - Angus Wall e Kirk Baxter - The Social Network (The Social Network)
  - Jon Harris - 127 ore (127 Hours)
  - Andrew Weisblum - Il cigno nero (Black Swan)
  - Lee Smith - Inception (Inception)
  - Tariq Anwar - Il discorso del re (The King's Speech)
- 2011
  - Angus Wall e Kirk Baxter – The Social Network
  - Tariq Anwar – Il discorso del re (The King's Speech)
  - Jon Harris – 127 ore (127 Hours)
  - Lee Smith – Inception
  - Andrew Weisblum – Il cigno nero (Black Swan)
- 2012
  - Gregers Sall e Chris King – Senna
  - Anne-Sophie Bion e Michel Hazanavicius – The Artist
  - Matthew Newman – Drive
  - Thelma Schoonmaker – Hugo Cabret (Hugo)
  - Dino Jonsäter – La talpa (Tinker, Tailor, Soldier, Spy)
- 2013
  - William Goldenberg – Argo
  - Stuart Baird – Skyfall
  - William Goldenberg e Dylan Tichenor – Zero Dark Thirty
  - Fred Raskin – Django Unchained
  - Tim Squyres – Vita di Pi (Life of Pi)
- 2014
  - Dan Hanley e Mike Hill – Rush
  - Joe Walker  – 12 anni schiavo (12 Years a Slave)
  - Christopher Rouse – Captain Phillips - Attacco in mare aperto (Captain Phillips)
  - Alfonso Cuarón, Mark Sanger – Gravity
  - Thelma Schoonmaker –  The Wolf of Wall Street
- 2015
  - Tom Cross – Whiplash
  - Douglas Crise e Stephen Mirrione – Birdman
  - Barney Pilling  – Grand Budapest Hotel (The Grand Budapest Hotel)
  - William Goldenberg – The Imitation Game
  - John Gilroy – Lo sciacallo - Nightcrawler (Nightcrawler)
  - Jinx Godfrey –  La teoria del tutto (The Theory of Everything)
- 2016
  - Margaret Sixel – Mad Max: Fury Road
  - Hank Corwin – La grande scommessa (The Big Short)
  - Michael Kahn – Il ponte delle spie (Bridge of Spies)
  - Pietro Scalia – Sopravvissuto - The Martian (The Martian)
  - Stephen Mirrione – Revenant - Redivivo (The Revenant)
- 2017
  - John Gilbert – La battaglia di Hacksaw Ridge (Hacksaw Ridge)
  - Tom Cross – La La Land
  - Jennifer Lame – Manchester by the Sea
  - Joan Sobel – Animali notturni (Nocturnal Animals)
  - Joe Walker – Arrival
- 2018
  - Jonathan Amos e Paul Machliss – Baby Driver - Il genio della fuga (Baby Driver)
  - Joe Walker – Blade Runner 2049
  - Lee Smith – Dunkirk
  - Sidney Wolinsky – La forma dell'acqua - The Shape of Water (The Shape of Water)
  - Jon Gregory – Tre manifesti a Ebbing, Missouri (Three Billboards Outside Ebbing, Missouri)
- 2019
  - Hank Corwnin - Vice - L'uomo nell'ombra (Vice)
  - John Ottman - Bohemian Rhapsody
  - Giōrgos Mauropsaridīs - La favorita (The Favourite)
  - Tom Cross - First Man - Il primo uomo (First Man)
  - Alfonso Cuarón e Adam Gough - Roma

### Anni 2020
- 2020
  - Andrew Buckland e Michael McCuscker - Le Mans '66 - La grande sfida (Ford v Ferrari)
  - Tom Eagles - Jojo Rabbit
  - Jeff Groth - Joker
  - Fred Raskin - C'era una volta a... Hollywood (Once Upon a Time... in Hollywood)
  - Thelma Schoonmaker - The Irishman
- 2021
  - Mikkel E. G. Nielsen – Sound of Metal
  - Giōrgos Lamprinos – The Father - Nulla è come sembra (The Father)
  - Chloé Zhao – Nomadland
  - Frédéric Thoraval – Una donna promettente (Promising Young Woman)
  - Alan Baumgarten – Il processo ai Chicago 7 (The Trial of the Chicago 7)
- 2022[2]
  - Tom Cross e Elliot Graham – No Time to Die
  - Úna Ní Dhonghaíle – Belfast
  - Hank Corwin – Don't Look Up
  - Andy Jurgensen – Licorice Pizza
  - Joshua L. Pearson – Summer of Soul
- 2023[3]
  - Paul Rogers - Everything Everywhere All at Once
  - Sven Budelmann - Niente di nuovo sul fronte occidentale (Im Westen nichts Neues)
  - Mikkel E. G. Nielsen - Gli spiriti dell'isola (The Banshees of Inisherin)
  - Jonathan Redmond e Matt Villa - Elvis
  - Eddie Hamilton - Top Gun: Maverick
- 2024[4]
  - Jennifer Lame - Oppenheimer
  - Laurent Sénéchal - Anatomia di una caduta (Anatomie d'une chute)
  - Thelma Schoonmaker - Killers of the Flower Moon
  - Giōrgos Mauropsaridīs - Povere creature! (Poor Things)
  - Paul Watts - La zona d'interesse (The Zone of Interest)
- 2025[5]
  - Nick Emerson - Conclave
  - Sean Baker - Anora
  - Joe Walker - Dune - Parte due (Dune: Part Two)
  - Juliette Welfling - Emilia Pérez
  - Julian Ulrichs e Chris Gill - Kneecap